# Anda (Pangasinan)
Pour les articles homonymes, voir Anda (homonymie).
Anda est une municipalité de la province de Pangasinan, aux Philippines.